# Montagnieu (Isère)
Montagnieu település Franciaországban, Isère megyében. Lakosainak száma 1171 fő (2022. január 1.). Montagnieu Torchefelon, Chélieu, Doissin, Sainte-Blandine és Saint-Didier-de-la-Tour községekkel határos.

## Népesség
A település népességének változása:
| Lakosok száma | 530  | 562  | 653  | 804  | 980  | 1023 | 1084 | 1132 | 1155 | 1171 |
|               | 1968 | 1982 | 1990 | 2006 | 2013 | 2015 | 2017 | 2019 | 2020 | 2022 |